# 清水五條站
清水五條站（日语：／ Kiyomizu-Gojō eki */?）是一個位於日本京都府京都市東山區，屬於京阪電氣鐵道京阪本線的鐵路車站。車站編號為KH38。舊名五條站。

## 車站結構
島式月台1面2線的地底車站。
車站月台顏色採用代表五條坂陶藝之町的青磁色（綠色）。

### 月台配置
| 月台 | 路線     | 方向 | 目的地                               |
| ---- | -------- | ---- | ------------------------------------ |
| 1    | 京阪本線 | 上行 | 三條、出町柳方向                     |
| 2    | 京阪本線 | 下行 | 中書島、枚方市、淀屋橋、中之島線方向 |

※兩個月台的有效長度為8節。

## 使用情況
近年1日上下、上車人次如下表。
| 年度   | 上下車人次 | 上車人次 |
| ------ | ---------- | -------- |
| 2007年 | 8,011      | 3,702    |
| 2008年 | 7,724      | 3,726    |
| 2009年 | 7,090      | 3,433    |
| 2010年 | 6,833      | 3,359    |
| 2011年 | 7,107      | 3,396    |
| 2012年 | 6,880      | 3,384    |
| 2013年 | 7,011      | 3,490    |
| 2014年 | 7,879      | 4,000    |
| 2015年 | 9,014      | 4,473    |
| 2016年 | 8,315      | 4,162    |
| 2017年 | 8,677      | 4,310    |
| 2018年 | 8,337      | 4,060    |

## 相鄰車站
京阪電氣鐵道
 京阪本線
■快速特急、□Liner、■特急、■通勤快急、■快速急行
通過
■急行、■通勤準急（只限平日下行）、■準急、■普通
七條（KH37）－清水五條（KH38）－祇園四條（KH39）

## 外部連結
- 清水五條 - 京阪電氣鐵道